# Michael Collins (rymdfarare)
Michael Collins, född 31 oktober 1930 i Rom i Italien, död 28 april 2021 i Naples, Florida, var en amerikansk astronaut. Han är mest känd som en av tre astronauter på Apollo 11-expeditionen, där de två andra (Neil Armstrong och Buzz Aldrin) som första människor landsteg på månen.

## Biografi
Collins var pilot i USA:s flygvapen och blev uttagen i astronautgrupp 3, den 17 oktober 1963.
Han gjorde sin första rymdfärd ombord på Gemini 10. Under denna flygning gjorde han även två rymdpromenader.
Michael Collins var en i besättningen på Apollo 11, den rymdfärd då den första bemannade månlandningen gjordes. Han var pilot på kommandofarkosten som kretsade runt månen medan hans kollegor Neil Armstrong och Buzz Aldrin landade på månen. Collins beskrevs vid det tillfället som "den ensammaste människan på jorden eller någon annanstans". Han har senare beskrivit tiden då han var ensam som att han "svettades som en nervös brud", eftersom han var rädd att Armstrong och Aldrin inte skulle lyckas återvända. Vid återkomsten fick Collins presidentens frihetsmedalj av president Richard Nixon.
Under sin senare karriär blev han chef på Smithsonian Institutions National Air and Space Museum i Washington, D.C. och rymdkonsult. Om han inte hade slutat på NASA hade han kunnat bli befälhavare på Apollo 17, den sista månlandningen i Apolloprogrammet, vilket då hade kunnat göra honom till den senaste människan att gå på månen.

## Eftermäle
Medan Neil Armstrong och Buzz Aldrin blev mycket kända efter månlandningen blev Collins förbisedd.
En liten krater, Collinskratern nära Apollo 11:s landningsplats på månen är uppkallad efter honom. Han har dessutom en stjärna på Hollywood Walk of Fame.
Även asteroiden 6471 Collins är uppkallad efter honom.

## Privatliv
Collins var sedan 1958 gift med Patricia Finnegan och hade tre barn.